# Théophane le Crétois
Pour les articles homonymes, voir Théophane.
Théophane le Crétois dit aussi  Théophane Strelídzas  (grec moderne : Θεοφάνης Στρελίτζας, Θεοφάνης ο Κρητικός 1500—1559) est un peintre d'icône grec orthodoxe de l'École crétoise.

## Éléments biographiques
Théophane Strelídzas est né vers 1500 sur l'île de Crète, peut-être à Candie, où il étudia l'iconographie. Marié, il a deux enfants qui deviennent peintres d'icônes comme lui, et poursuivent l'œuvre de leur père. Il devient moine, peut-être à la suite de la mort de son épouse. Il meurt en 1559 à Héraklion sur l'île de Crète.
Les fresques qu'il a réalisées se trouvent en Grèce continentale. En 1527 il décore le Catholicon du Monastère Agios Nikolaos, dans les Météores. Sa carrière se poursuit jusqu'en 1548, année qui représente le sommet de celle-ci. Après les Météores il se rend au mont Athos où il peint les intérieurs des églises du Monastère de la Grande Laure de l'Athos et du Monastère de Stavroniketa. L'influence de l'art occidental se remarque dans ses œuvres (par exemple dans la représentation de personnages vus de dos, ce qui est inhabituel dans l'art byzantin).
Le musée de l'Ermitage conserve deux de ses œuvres.

## Œuvres

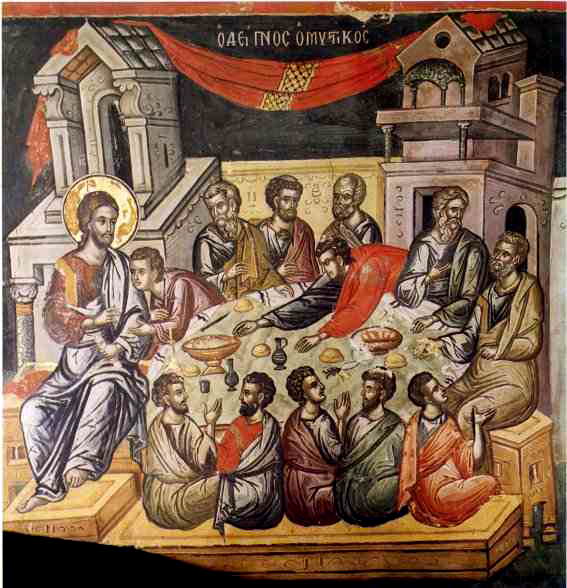
La dernière Cène
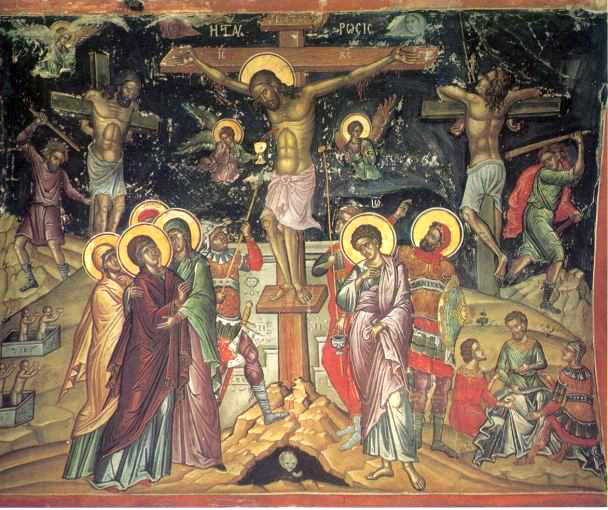
«Crucifixion» (fresque de Théophane au Monastère de Stavroniketa au mont Athos
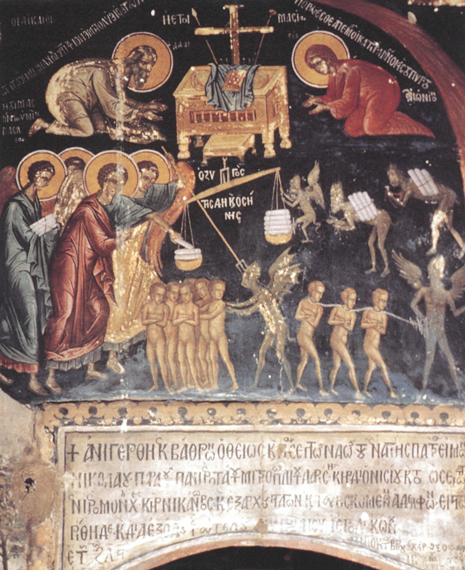
Monastère Agios Nikolaos